# Канастеро строкатогорлий
Канасте́ро строкатогорлий (Asthenes humilis) — вид горобцеподібних птахів родини горнерових (Furnariidae). Мешкає в Перу і Болівії.

## Підвиди
Виділяють три підвиди:
- A. h. cajamarcae Zimmer, JT, 1936 — північно-західне Перу (південна Кахамарка);
- A. h. humilis (Cabanis, 1873) — центральне Перу (від Ла-Лібертаду і Анкашу до Уанкевеліки і Аякучо;
- A. h. robusta (Berlepsch, 1901) — південне Перу (Куско і Пуно) і північна Болівія (Ла-Пас, західна Кочабамба).

## Поширення і екологія
Строкатогорлі канастеро живуть на високогірних луках пуна, у високогірних чагарникових заростях та на скелях. Зустрічаються на висоті від 2750 до 4800 м над рівнем моря.